# Бредалбейн

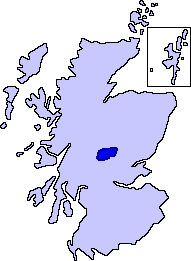
Примерные границы исторической области Бредалбейн

Бреда́лбейн (гэльск. Braghaid Albainn («горная Шотландия»); англ. Breadalbane) — историческая область в центре Шотландии, в верховьях реки Тей. В настоящее время территория Бредалбейна входит в состав округов Перт и Кинросс и Стерлинг.
Территория Бредалбейна представляет собой холмистую возвышенность, в центре которой лежит длинное озеро Лох-Тей. В нижнем конце озера, откуда вытекает река Тей, расположен главный город области Кенмор. В вершине озера находятся развалины замка Финлариг, бывшей резиденции графов Бредалбейна.
Исторически на территории Бредалбейна располагались владения шотландского клана Мак-Набсов, однако продвижение в этот регион Кэмпбеллов из Аргайла к XVII веку привело к вытеснению Мак-Набсов. Одна из ветвей дома Кэмпбеллов в 1681 г. получила титул графов Бредалбейна. Джон Кэмпбелл, 1-й граф Бредалбейн, был одним из наиболее выдающихся шотландских государственных деятелей конца XVII века и активным противником англо-шотландской унии.
В Бредалбейне произрастает самая большая популяция в мире мха вида Bryoerythrophyllum caledonicum — эндемика Шотландии.

## Ссылки

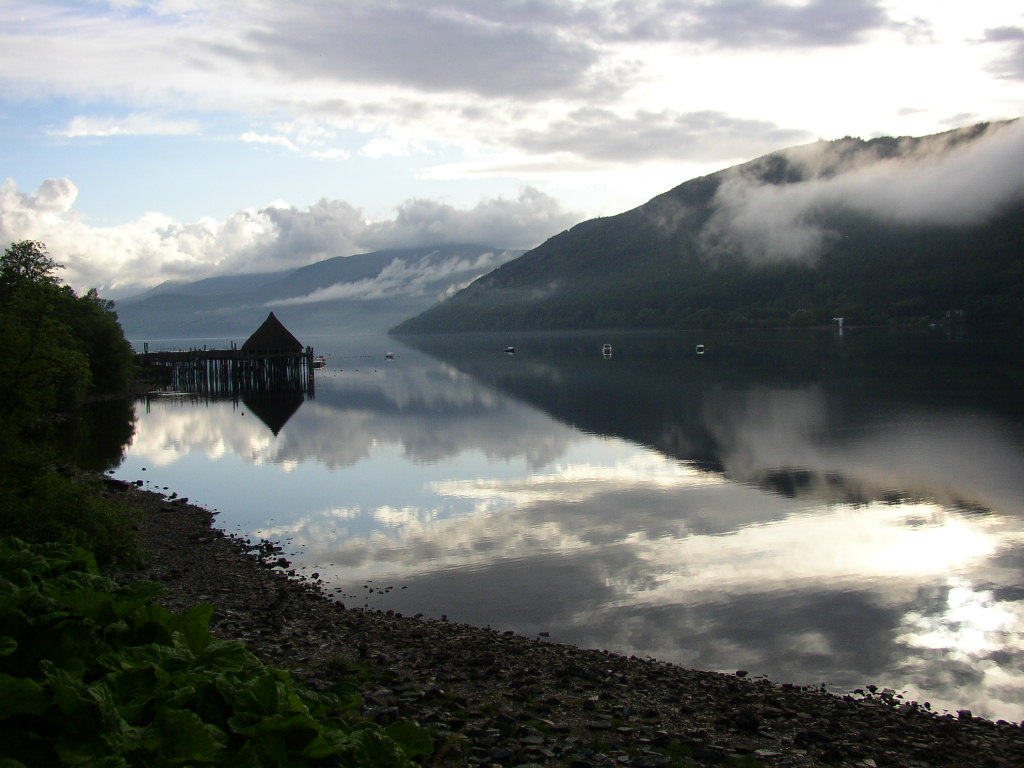
Озеро Лох-Тей в Бредалбейне